# CAF Supercup 2014
De CAF Supercup 2014 was een wedstrijd tussen de winnaar van de CAF Champions League 2013, Al-Ahly uit Egypte, en de winnaar van de CAF Confederation Cup 2013, CS Sfaxien uit Tunesië.

## Wedstrijd informatie
|                              |                         |       |                                    |                                                                                         |
| 20 februari 2014 19:00 UTC+2 | Al-Ahly                 | 3 – 2 | CS Sfaxien                         | Cairo International Stadium, Caïro Toeschouwers: 30.000 Scheidsrechter: Noumandiez Doué |
| 20 februari 2014 19:00 UTC+2 | Gedo 23' Gamal 55', 67' |       | 63' (pen.) Maâloul 77' Ben Youssef | Cairo International Stadium, Caïro Toeschouwers: 30.000 Scheidsrechter: Noumandiez Doué |